# Mount Turcotte
Mount Turcotte är ett berg i Antarktis. Det ligger i Västantarktis. Chile gör anspråk på området. Toppen på Mount Turcotte är 1 296 meter över havet.
Terrängen runt Mount Turcotte är platt, och sluttar brant österut. Trakten är obefolkad. Det finns inga samhällen i närheten.